# Miseong-dong, Seoul
Miseong-dong (koreanska: 미성동)  är en stadsdel i Sydkoreas huvudstad Seoul. Den ligger i stadsdistriktet Gwanak-gu i den sydvästra delen av staden.